# Salma al-Majidi
Salma al-Majidi (Omdurmán, 1990) es una deportista de Sudán reconocida por la FIFA como la primera mujer en África y el mundo árabe como entrenadora de un equipo de fútbol masculino.

## Biografía
Salma nació en Omdurmán, la ciudad sudanesa que tiene los equipos de fútbol más importantes del país: el Hilal y el Marte. Es hija de Mohamed al-Majidi, un policía jubilado y de Aïcha al-Charif. Su madre y su hermano menor han sido especiales apoyos para Salma en el reto de avanzar en su sueño de ser entrenadora de fútbol. "Salma a preferido siempre llevar pantalones y miraba siempre a los chicos como jugaban al fútbol"  cuenta su madre.
Salma se enamoró del fútbol a los 13 años cuando acompañaba a su hermano menor a los entrenamientos. Prestando especial atención a las sesiones, practicando en casa y debatiendo con el entrenador del club madre, el Darmani, adquirió la destreza. Fue entonces cuando éste le ofreció la oportunidad de trabajar con él. Su primera responsabilidad como entrenadora fue el equipo juvenil masculino Al-Hilal con adolescentes de edades entre 13 y 16 años en Omdurmán su ciudad. Sus victorias consecutivas lograron que se mantuviera en tercera división. Sorteando las dificultades de una mujer en una sociedad conservadora reacia a aceptar a las mujeres en este tipo de roles, a los 25 años logró obtener una licencia de entrenamiento profesional de la Confederación Africana de Fútbol y se hizo cargo de los equipos masculinos de tercera división Al-Nasr de Omdurman, y de segunda división Al-Nahda del Nile Halfa y Al-Mourada. Estos dos últimos equipos bajo su tutela como entrenadora quedaron primeros en los campeonatos locales.  
Se ha formado como entrenadora y ha logrado el reconocimiento oficial de la Asociación Sudanesa de Fútbol y la Confederación Africana de Fútbol. En 2015 ostentaba la insignia sudanesa y africana "C" y en 2018 tiene ya la "B" que le permite entrenar a equipos de la liga de primera división.  También tiene un título en contabilidad y gestión de la Universidad Técnica Al Alkr.
Salma al Majidi cuenta con el apoyo del reputado entrenador Ahmed Babikir.
En 2015 fue reconocida por la BBC como una de las "100 mujeres que inspiran".

## Fútbol femenino en Sudán
Apasionada por el fútbol Majidi se ha convertido en la primera mujer en África y en el mundo árabe reconocida como entrenadora de fútbol masculino por la FIFA. Sigue la trayectoria de Mounira Ramadan, una mujer que arbitraba partidos de fútbol masculinos en los años setenta. Para ello ha salvado los obstáculos en un país con un gobierno conservador islamista que plantea muchas dificultades para la participación de las mujeres en el fútbol y fomenta muchos tabúes.
En 2015 Sudán tiene sólo dos equipos de fútbol femenino. El "The Challenge" jugó su primer partido en 2006 y en una década ha jugado muchos partidos nacionales. Su capitana es Sara Edward, otra de las mujeres pioneras en el fútbol en Sudán. El otro equipo femenino en Sudán proviene de al-Ahfad, una universidad exclusivamente femenina en Jartum. Los dos equipos a menudo juegan uno contra el otro, pero también se enfrentan a equipos masculinos.
El "The Challenge" no cuenta con el apoyo de la Asociación Sudanesa de Fútbol por lo que sobrevive gracias a donaciones de organizaciones de derechos de la mujer para comprar sus equipos y todos los gastos son financiados por las propias jugadoras. Ahmed Babikir, un reputado entrenador, partidario de que las mujeres practiquen este deporte y entrenador del "The Callenge" considera que la FIFA no debería proporcionar ningún tipo de financiación a la Asociación Sudanesa de Fútbol hasta que formen más equipos femeninos y apoyen a los existentes. Desde 1951, Sudán forma parte de la FIFA. Este país creó, junto a Egipto y Eritrea, la Confederación Africana de Fútbol, llevándose en 1970 el título continental.